# Haagkonferensen för internationell privaträtt
Haagkonferensen för internationell privaträtt är den mest framstående organisationen inom internationell privaträtt. Konferensen bildades 1893 för att "arbeta för att gradvis standardisera reglerna om internationell privaträtt". Organisationen har strävat mot sitt mål genom att skapa och assistera med implementeringen av multilaterala konventioner som förenhetligar lagkonflikter i flera olika ämnen. Ett stort antal av organisationens konventioner är gällande och fokuserar mestadels på lagvalsregler, administrativt samarbete, jurisdiktion och tillämplig lag, till exempel vad gäller underhållsskyldighet, olyckor i vägtrafiken, produktansvar, äktenskap och arv. Konferensens konventioner är öppna för antagande eller ratificering också av stater som inte är medlemmar.
I september 2016 var 80 länder medlemmar i Haagkonferensen. Förutom alla medlemsländer i Europeiska unionen som är medlemmar, är Europeiska unionen också medlem, det vill säga totalt 81 medlemmar. Under 2005 ändrades konferensens stadga så att regionala organisationer för ekonomisk integration också kunde bli medlemmar. Detta ledde till att Europeiska unionen blev medlem 2007.
Ytterligare 68 (EU är mer än 12)länder som inte är medlemmar har signerat och ratificerat en eller flera konventioner, eller är i processen för att bli medlem.

## Senaste utvecklingen
Under den 20:e diplomatiska sessionen av konferensen, som hölls 14-28 juni 2005 togs två viktiga beslut:
- Stadgan för konferensen ändrades (för första gången på över 50 år) för att utöka möjligheten till medlemskap också för regionala organisationer för ekonomisk integration som Europeiska unionen.
- Konferensen färdigställde och öppnade 2005 års Haagkonventions avtal om val av domstol för ratificering. Förhandlingarna hade pågått i nästan 15 år. Stater som tillämpar denna konvention är överens om att erkänna och verkställa beslut som fattats av domstol i en annan signatärstat om tvisten hanterades av en domstol som parterna hade kommit överens om i förväg. Detta förenklar för företag som bedriver internationell handel, då de kan förlita sig på att mellan parterna överenskommen domstol är behörig och att beslutet kan verkställas i alla konventionsstater.

Den 21:a diplomatiska sessionen, som hölls 5-23 november 2007 ledde till antagandet av två nya konventioner: 
- Konventionen den 23 november 2007 om internationell indrivning av underhåll till barn och andra familjemedlemmar underhåll
- 2007 års Haagprotokoll om underhållsskyldighet m.m.

## Säte
Organisationens kansli är beläget i den internationella zonen i Haag, tillsammans med många andra internationella organisationer och beskickningar i Haag.